# 韋爾登鎮區 (北卡羅萊納州哈利法克斯縣)
韋爾登鎮區（英語：Weldon Township）是位於美國北卡羅萊納州哈利法克斯縣的一個鎮區。

## 地方資料
韋爾登鎮區的面積為81.58平方千米，皆為陸地。根據2020年美國人口普查的數據，當地共有人口5498人，而人口密度為每平方千米67.39人。